# هنری فولاند
هنری فولاند (انگلیسی: Henry Folland; ۲۲ ژانویهٔ ۱۸۸۹ – ۵ سپتامبر ۱۹۵۴) مهندس هوافضای اهل بریتانیا و بنیانگذار شرکت فولاند ایرکرافت بود.
وی همچنین برندهٔ جوایزی همچون افسر نشان امپراتوری بریتانیا شده‌است.